# 真砂町 (鹿児島市)
真砂町（まさごちょう）は、鹿児島県鹿児島市の町。郵便番号は890-0066。人口は2,249人、世帯数は1,329世帯（2020年4月1日現在）。真砂町の全域で住居表示を実施している。

## 地理
鹿児島市の南部に位置する。町域の北方は国道225号を挟んで鴨池、南方は真砂本町、西方は郡元、東方は鴨池新町に接する。
かつて真砂町の東方は鹿児島湾に面していたが海浜が埋立てられた。

## 歴史
1969年（昭和44年）7月1日には郡元町の一部である真砂・新川・鶴ケ崎・港地区において住居表示が実施されることとなったのに伴い、町域の再編が実施された。これに伴い郡元町の一部より鹿児島市の町「真砂町」が新設された。同時に真砂町の全域で住居表示が実施された。

### 町域の変遷
| 実施後         | 実施年             | 実施前         |
| -------------- | ------------------ | -------------- |
| 真砂町（新設） | 1969年（昭和44年） | 郡元町（一部） |

## 人口
以下の表は国勢調査による小地域集計が開始された1995年以降の人口の推移である。
| 年                 | 人口  |
| ------------------ | ----- |
| 1995年（平成7年）  | 2,758 |
| 2000年（平成12年） | 2,599 |
| 2005年（平成17年） | 2,457 |
| 2010年（平成22年） | 2,330 |
| 2015年（平成27年） | 2,232 |

## 施設

### 公共
- 真砂公園

### 教育
- 真砂保育園[15]

## 小・中学校の学区
市立小・中学校の学区（校区）は以下の通りである。
| 町丁   | 番・番地 | 小学校               | 中学校               |
| ------ | -------- | -------------------- | -------------------- |
| 真砂町 | 全域     | 鹿児島市立鴨池小学校 | 鹿児島市立鴨池中学校 |

## 交通

### 道路
一般国道
- 国道225号